# Синкфал
Синкфал (лат. Sincfala) — река, точнее протока одного из рукавов эстуария Шельды, которая существовала в раннем и Высоком Средневековье.
На сегодняшний день от этого водного пути, проходившего вблизи сегодняшней границы между Бельгией и Нидерландами, просматриваются лишь последние остатки. Синкфал долгое время отождествлялся со Звином, но, согласно современной точке зрения, это не совсем так: Звин никогда не упоминался иначе, как канал, соединявший Брюгге с морем. Свод законов Фризская правда (Lex Frisionum) от 802 года обозначает Синкфал как западную границу расселения фризов.